# Schloss La Mothe-Chandeniers

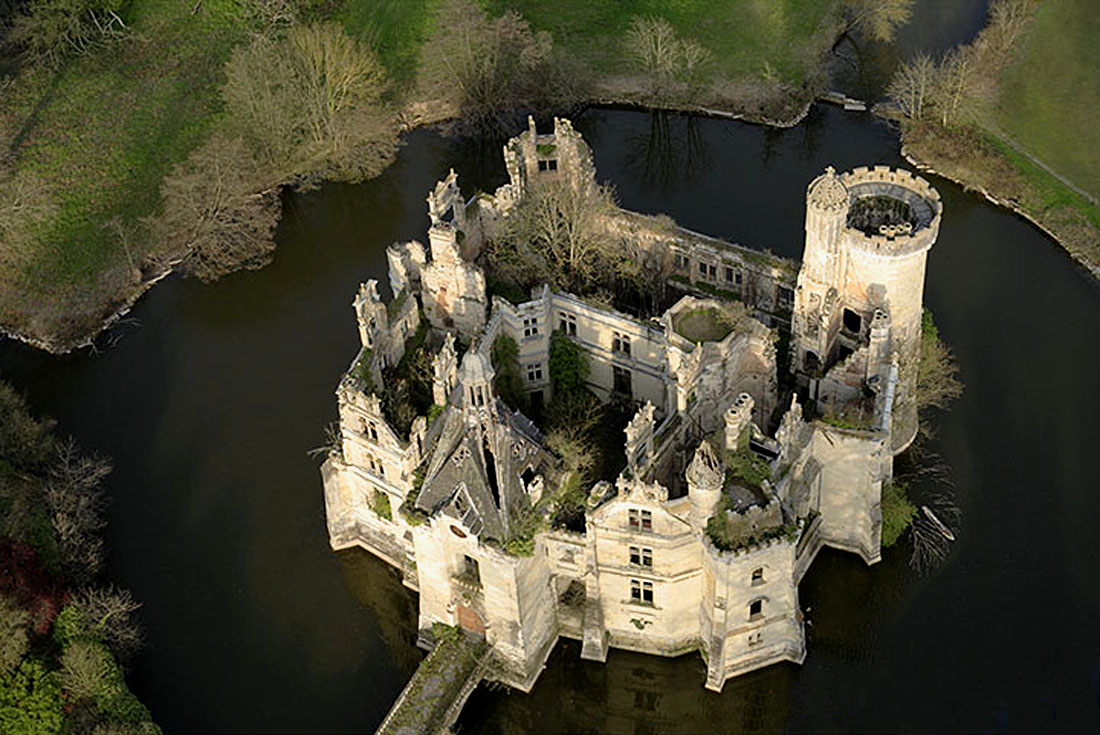
Château de La Mothe-Chandeniers

Das Schloss La Mothe-Chandeniers (französisch Château de la Mothe-Chandeniers) ist eine Schlossruine bei der Stadt Les Trois-Moutiers in der Region Nouvelle-Aquitaine in Frankreich.

## Geschichte
Die ehemalige Burg, deren Entstehung in das 13. Jahrhundert zurückdatiert werden kann, stand ursprünglich inmitten eines großen Waldes und wurde Motte Bauçay (oder Baussay) genannt, was auf die früheren Besitzer, die Familie Bauçay, zurückzuführen ist. Die Burg wurde im Mittelalter zweimal von den Engländern erobert und während der Französischen Revolution verwüstet. 1809 wurde es von dem wohlhabenden Geschäftsmann François Hennecart gekauft, der sich verpflichtete, die Anlage zu restaurieren. Sie wurde jedoch 1857 unrestauriert an den Baron Edgard Lejeune, einen ehemaligen Stallmeister Napoleons III., verkauft. Um 1870 wurde die Burg durch einen englischen Architekten im romantischen Stil zu einem Wasserschloss (ähnlich wie das Schloss Azay-le-Rideau) umgebaut.
Am 13. März 1932, als unter Baron Robert Lejeune die Installation einer Zentralheizung erfolgte, brach ein heftiges Feuer aus, welches das Gebäude zerstörte. Lediglich die Kapelle, die Nebengebäude und das Taubenhaus blieben unversehrt. Die Zeitung Le Figaro berichtete in ihrer Ausgabe vom 14. März darüber und beklagte besonders den Verlust einer Bibliothek mit seltenen Büchern sowie einzigartiger Gobelins, antiker Möbel und wertvoller Gemälde. Es wurden keine Anstrengungen unternommen, das Schloss zu restaurieren, sodass es sich noch immer im Zustand des Verfalls befindet. Allerdings versucht ein außergewöhnliches Crowdfunding-Projekt, das Schloss mittels Tausender Teilinhaber zu kaufen und zu restaurieren.

Fotos vor dem großen Brand
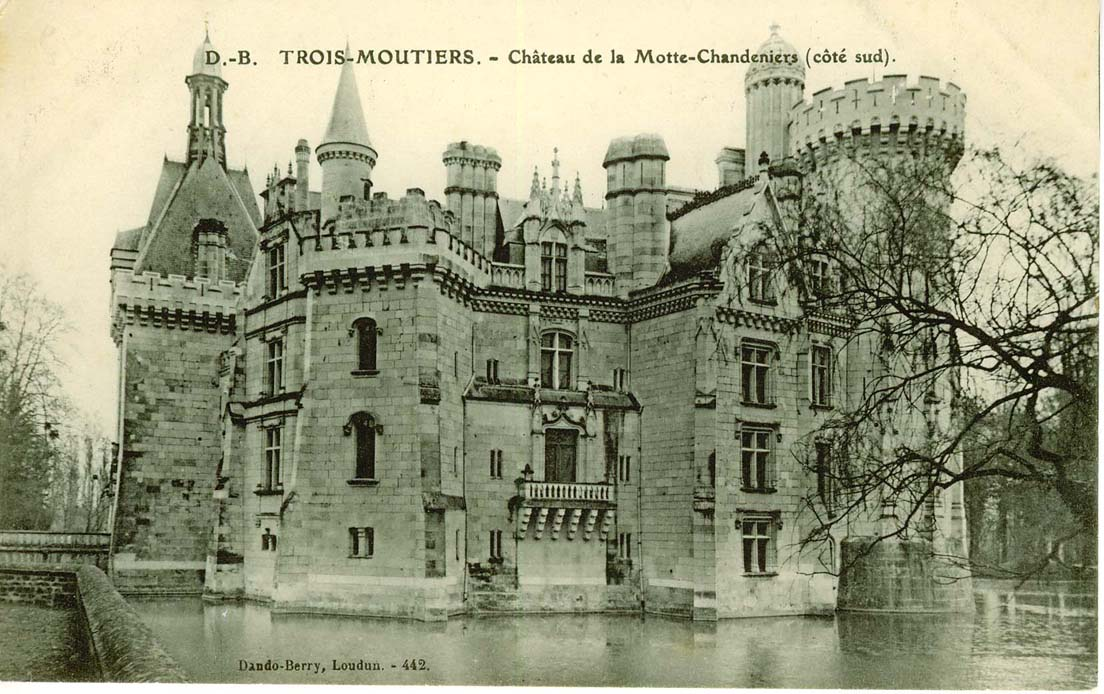
Südseite
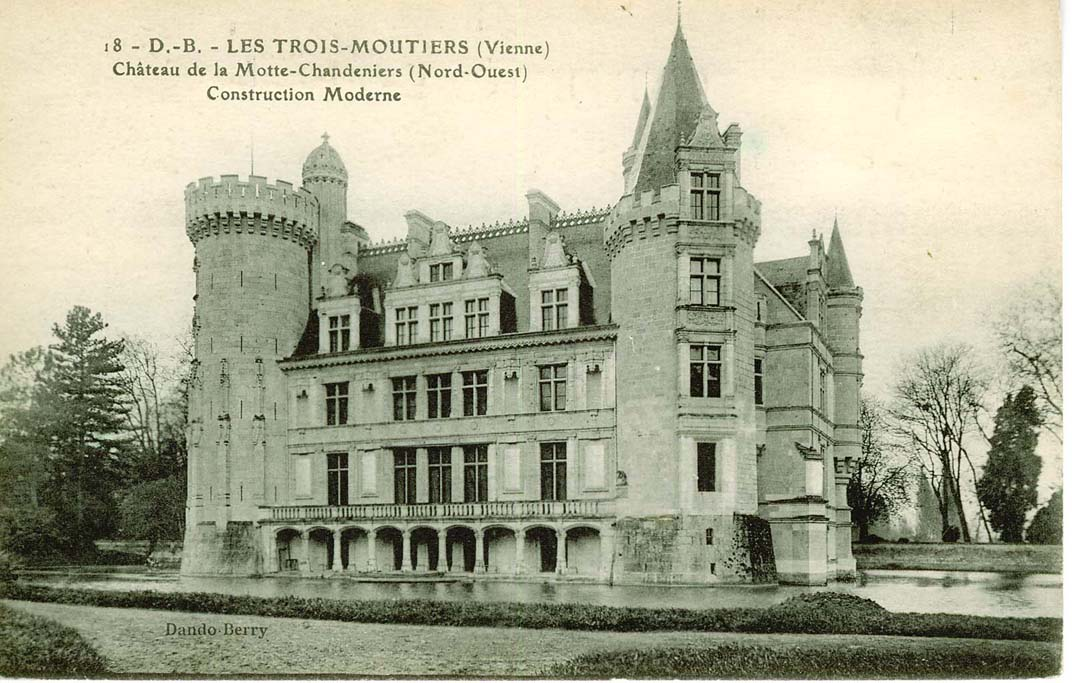
Nordwestseite.
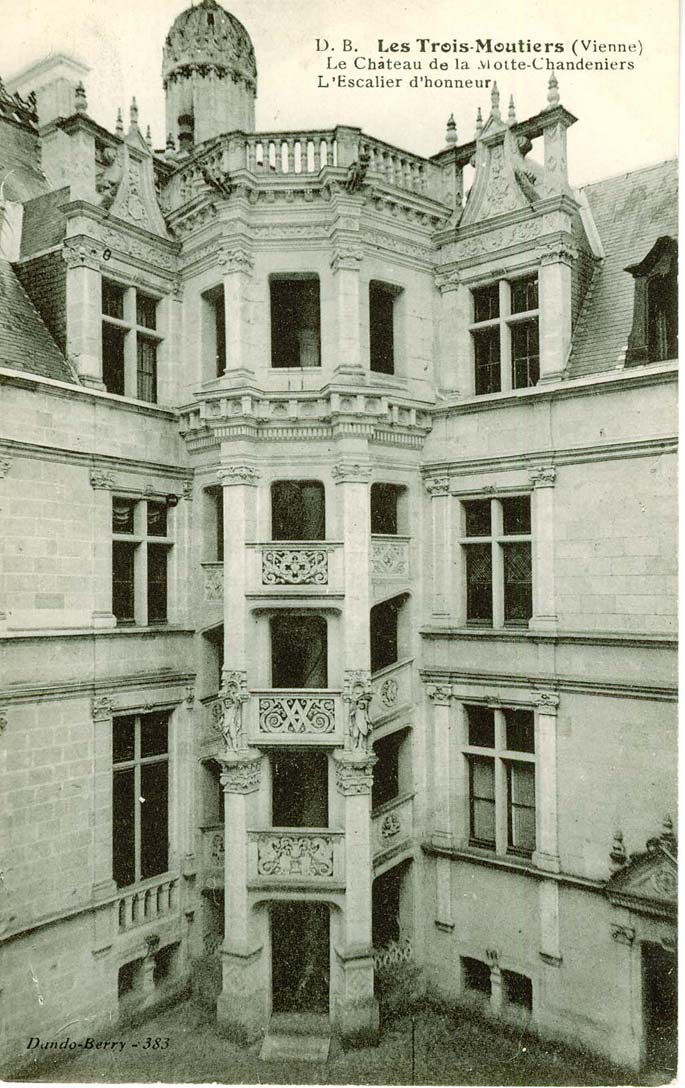
Die große Treppe
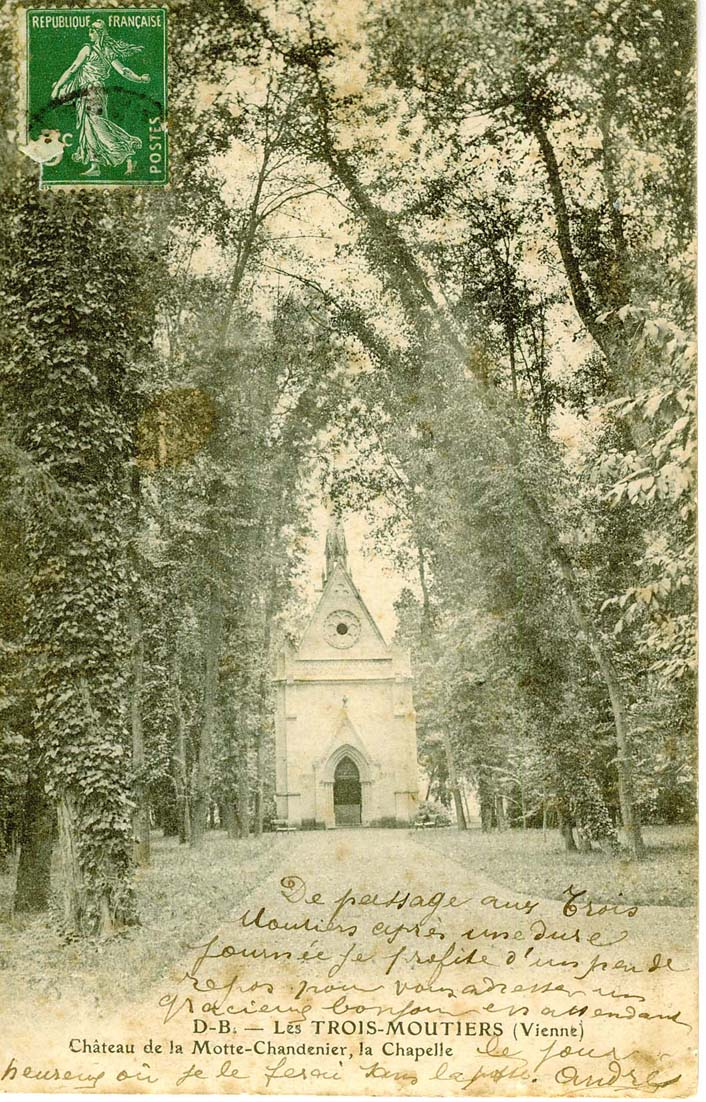
Die Kapelle